# Voltinia tumbesia
Voltinia tumbesia is een vlindersoort uit de familie van de prachtvlinders (Riodinidae), onderfamilie Riodininae.
Voltinia tumbesia werd in 2001 beschreven door Hall, J & Lamas.